# La Louisette
La Louisette est un ancien cotre palangrier reconverti en voilier de croisière. Il appartient au Club Nautique de Plouhinec. Son port d'attache actuel est Audierne et son immatriculation est AD 162605 (quartier maritime de Lorient).
Il a obtenu le label BIP (Bateau d'intérêt patrimonial) en 2014 par la Fondation du patrimoine maritime et fluvial

## Histoire
« La Louisette » est un bateau construit en 1926 aux chantiers Barbenchon & Doucet près de Cherbourg. Il a d'abord œuvré à la pêche palangrière pendant une quarantaine d’années avant d'être reconverti, en 1972, en bateau de plaisance. Son dernier propriétaire, il y a quelquesannées, l'a légué au Club Nautique de Plouhinec . Le CNP s’est engagé à utiliser le bateau afin d’en faire un témoin du passé mais également à le faire vivre à travers des projets pédagogiques menés avec les écoles du Cap Sizun.
Il était présent à Temps fête Douarnenez 2018.